# .22 LR
.22 LR (Long Rifle) je malokalibrski naboj z robnim vžigom namenjen lovu na male živali ali športnemu streljanju. Nastal je v ZDA, zato se tudi skoraj vedno poimenuje z ameriško enoto (0,22 cole). Kljub temu, da naboj velja za zastarelega, je v svetu še vedno izjemno priljubljen zaradi cenene izdelave in s tem nizkih stroškov ter izjemni natančnosti na krajših razdaljah. Uporablja se tako v kratkocevnem kot dolgocevnem orožju.
Strelci uporabljajo tovrstno strelivo za treninge, tovarne orožja pa veliko svojih izdelkov prav iz tega razloga izdelajo tudi v tem kalibru.
Krogle pri teh nabojih so enako široke, kot je premer tulca, lahko pa se uporabljajo tudi izstrelki s plastičnim plaščem v katerem so drobcene šibre. Tovrstni naboji se uporabljajo predvsem za samoobrambo pred plazilci in so učinkoviti le do razdalje do 2 m. Krogle tega kalibra imajo maksimalen domet 150 metrov.
Po tej razdalji izstrelek izgubi večino kinetične energije ter postane tudi sicer povsem nestabilen. V teh nabojih se po večini uporabljajo neoplaščene svinčene krogle, kar spet poceni izdelavo.
Poznamo več vrst tega streliva, od podzvočnega, nadzvočnega in šibrenega, lahko pa uporablja polnooplaščene ali krogle z votlo konico. Hitrost izstrelkov se tako giblje od 390 do 550 m/s (odvisno od teže izstrelka in smodniškega polnjenja). Na svetu se odvija veliko tekmovanj z orožjem tega kalibra (50 metrov puška, 25 metrov pištola ...). 
Zaradi majhne smodniške polnitve tovrstno orožje ni glasno (še posebej s podzvočnimi naboji), kar ga dela tudi priljubljenega kot orožje za likvidacije.